# Adrián Gunino
Adrián Javier Gunino Duque (Montevidéu, 3 de fevereiro de 1989) é um ex-futebolista uruguaio que jogava como lateral-direito. Se retirou precocemente dos gramados aos 28 anos de idade.

## Carreira
Foi revelado pelo Danubio Fútbol Club em 2008, sendo que em 2009 foi emprestado ao Boca Juniors e, em 2010, foi novamente emprestado pelo Danubio ao Toulouse Football Club, da França. Em 2011 retornou ao futebol uruguaio, atuando pelo Peñarol. Ainda em seu país natal, atuou em 2012 pelo Fenix. Após retornou ao futebol europeu atuando por empréstimo no Almeria e Córdoba. Retorna ao Fénix e decide se retirar dos gramados.